# Le Tonnant (S614)
Pour les autres navires du même nom, voir Le Tonnant.
Le Tonnant (S614) est un sous-marin nucléaire lanceur d'engins de la marine française de classe Le Redoutable en service entre 1980 et 1999.

## Histoire

### Conception, construction
Le Tonnant est mis sur cale le 19 octobre 1974. Lancé le 17 septembre 1977, il entre en service le 3 avril 1980 ce qui en fait le cinquième bâtiment de la classe Le Redoutable. Il fera partie de la FOST durant 19 ans.
Le premier ministre, Pierre Mauroy y passe deux nuits et un jour du mercredi 11 au vendredi 13 novembre 1981, lors d'une visite aux installations de la Force océanique stratégique (FOST) à l'Île Longue.

### Refonte M4
Du 1er février 1985 à mi-avril 1987 ou jusqu'au 19 octobre 1987, il subit une refonte, dite « refonte M4 », réalisée à Cherbourg, qui consiste principalement à la mise en place d'un nouveau système d'armes, le missile M4,.

### Accident
Le 14 mai 1987 un trou béant est constaté sur le massif du Tonnant, la porte et les charnières ont été arrachées, la coque cabossée. L'accident est imputé à un banc de cétacés, mais la date correspond à l'accident du chalutier de Concarneau La Jonque, qui sombre corps et âmes ce même jour au large d'Ouessant. "En 1990, le parquet de Quimper ordonnait alors le renflouement du chalutier. Les experts se sont employés pendant de longs mois à faire parler la coque. Leurs conclusions, rendues publiques jeudi 20 février, sont sans ambiguïté : « Ont été exclues les causes suivantes : impact d'un missile incontrôlé, explosion sous-marine, explosion aérienne ou de surface, abordage par un navire de surface, abordage par un sous-marin, heurt avec un corps immergé, accrochage du train de pêche par un sous-marin ou par un navire de surface. »

### Exercices de sauvetage de sous-marins
Le Tonnant participe en juillet 1994 et mai 1999 à des exercices Pilou au large de Brest, qui consistent à simuler le sauvetage d'un équipage de sous-marin en détresse, par l'intermédiaire d'un petit sous-marin de sauvetage, un DSRV de la classe Mystic, appartenant à l'United States Navy. Il sert de porteur au DSRV qui s'amarre au  sous-marin "Bévéziers" de la classe Agosta,.

### Désarmement
Ce sous-marin est désarmé le 16 décembre 1999, à l’occasion du remplacement graduel des anciens sous-marins par ceux de nouvelle génération, de la classe Le Triomphant. Il est alors ramené au simple état de coque débaptisée, et attend une démolition à Cherbourg. 

### Déconstruction
La direction générale de l'Armement (DGA) initie en octobre 2016 le programme de déconstruction de ce sous-marin, avec ceux de la classe Le Redoutable. 
Après deux ans de préparation des installations à Cherbourg, le Tonnant est le premier sous-marin de la classe à être démantelé. L'opération a commencé le 11 septembre 2018 et a duré 18 mois. Elle fut conduite par Naval Group, avec l’appui de Veolia (pour le recyclage) et de Neom, filiale de Vinci (pour le désamiantage). Près de 87% de la masse du sous-marin sera recyclée, dont notamment 1 500 tonnes d’acier spécial, 2 000 tonnes d’acier ferreux, 1 000 tonnes d’aciers non ferreux, de cuivre et d’acier inoxydable, et 800 tonnes de plomb. La masse de déchets amiantés est estimée à 210 tonnes. L'opération s'est achevée en mars 2020.